# Đường cao tốc Suncheon–Wanju
Đường cao tốc Suncheon–Wanju là một đường cao tốc ở Hàn Quốc. Nó nối Suncheon đến Wanju.

## Chi tiết tuyến đường

### Số làn xe
- 4 làn xe khứ hồi trên tất cả các đoạn

### Chiều dài
- 117.78km

### Giới hạn tốc độ
- Tối đa 100km/h, Tối thiểu 50km/h

### Đường hầm
| Tên hầm         | Vị trí                                                    | Chiều dài | Năm hoàn thành           | Ghi chú           |
| --------------- | --------------------------------------------------------- | --------- | ------------------------ | ----------------- |
| Hầm Taebang     | Wangji-dong, Suncheon-si, Jeollanam-do                    | 905m      | 2011                     | Hướng đi Wanju    |
| Hầm Taebang     | Wangji-dong, Suncheon-si, Jeollanam-do                    | 893m      | 2011                     | Hướng đi Suncheon |
| Hầm Seomyeon 1  | Jibon-ri, Seo-myeon, Suncheon-si, Jeollanam-do            | 1,687m    | 2011                     | Hướng đi Wanju    |
| Hầm Seomyeon 1  | Jibon-ri, Seo-myeon, Suncheon-si, Jeollanam-do            | 1,682m    | 2011                     | Hướng đi Suncheon |
| Hầm Seomyeon 2  | Pangyo-ri, Seo-myeon, Suncheon-si, Jeollanam-do           | 1,049m    | 2011                     |                   |
| Hầm Seomyeon 3  | Cheongjeong-ri, Seomyeon, Suncheon-si, Jeollanam-do       | 337m      | 2011                     | Hướng đi Wanju    |
| Hầm Seomyeon 3  | Cheongjeong-ri, Seomyeon, Suncheon-si, Jeollanam-do       | 354m      | 2011                     | Hướng đi Suncheon |
| Hầm Seomyeon 4  | Cheongjeong-ri, Seomyeon, Suncheon-si, Jeollanam-do       | 475m      | 2011                     | Hướng đi Wanju    |
| Hầm Seomyeon 4  | Cheongjeong-ri, Seomyeon, Suncheon-si, Jeollanam-do       | 479m      | 2011                     | Hướng đi Suncheon |
| Hầm Seomyeon 5  | Cheongjeong-ri, Seomyeon, Suncheon-si, Jeollanam-do       | 2,308m    | 2011                     | Hướng đi Wanju    |
| Hầm Seomyeon 5  | Cheongjeong-ri, Seomyeon, Suncheon-si, Jeollanam-do       | 2,290m    | 2011                     | Hướng đi Suncheon |
| Hầm Hwangjeon 1 | Pyeongchon-ri, Hwangjeon-myeon, Suncheon-si, Jeollanam-do | 1,517m    | 2011                     | Hướng đi Wanju    |
| Hầm Hwangjeon 1 | Pyeongchon-ri, Hwangjeon-myeon, Suncheon-si, Jeollanam-do | 1,453m    | 2011                     | Hướng đi Suncheon |
| Hầm Hwangjeon 2 | Naeguri, Hwangjeon-myeon, Suncheon-si, Jeollanam-do       | 420m      | 2011                     | Hướng đi Wanju    |
| Hầm Hwangjeon 2 | Mojeon-ri, Hwangjeon-myeon, Suncheon-si, Jeollanam-do     | 400m      | 2011                     | Hướng đi Suncheon |
| Hầm Hwangjeon 3 | Bichon-ri, Hwangjeon-myeon, Suncheon-si, Jeollanam-do     | 895m      | 2011                     | Hướng đi Wanju    |
| Hầm Hwangjeon 3 | Bichon-ri, Hwangjeon-myeon, Suncheon-si, Jeollanam-do     | 877m      | 2011                     | Hướng đi Suncheon |
| Hầm Gurye 1     | Sinwol-ri, Gurye-eup, Gurye-gun, Jeollanam-do             | 1,625m    | 2011                     | Hướng đi Wanju    |
| Hầm Gurye 1     | Sinwol-ri, Gurye-eup, Gurye-gun, Jeollanam-do             | 1,655m    | 2011                     | Hướng đi Suncheon |
| Hầm Gurye 2     | Sarim-ri, Yongbang-myeon, Gurye-gun, Jeollanam-do         | 1,313m    | 2011                     | Hướng đi Wanju    |
| Hầm Gurye 2     | Sanseong-ri, Gurye-eup, Gurye-gun, Jeollanam-do           | 1,311m    | 2011                     | Hướng đi Suncheon |
| Hầm Yongbang 1  | Jukjeong-ri, Yongbang-myeon, Gurye-gun, Jeollanam-do      | 125m      | 2011                     | Hướng đi Wanju    |
| Hầm Yongbang 1  | Sindo-ri, Yongbang-myeon, Gurye-gun, Jeollanam-do         | 125m      | 2011                     | Hướng đi Suncheon |
| Hầm Yongbang 2  | Ipyeong-ri, Sandong-myeon, Gurye-gun, Jeollanam-do        | 1,310m    | 2011                     | Hướng đi Wanju    |
| Hầm Yongbang 2  | Jukjeong-ri, Yongbang-myeon, Gurye-gun, Jeollanam-do      | 1,295m    | 2011                     | Hướng đi Suncheon |
| Hầm Cheonma     | Yuam-ri, Suji-myeon, Namwon-si, Jeonbuk                   | 3,987m    | 2011                     | Hướng đi Wanju    |
| Hầm Cheonma     | Dunsa-ri, Sandong-myeon, Gurye-gun, Jeollanam-do          | 3,944m    | 2011                     | Hướng đi Suncheon |
| Hầm Samae 1     | Gyusu-ri, Samae-myeon, Namwon-si, Jeonbuk                 | 1,004m    | 2010 (Trước), 2020 (Sau) | Hướng đi Wanju    |
| Hầm Samae 1     | Gyusu-ri, Samae-myeon, Namwon-si, Jeonbuk                 | 1,123m    | 2010 (Trước), 2020 (Sau) | Hướng đi Suncheon |
| Hầm Samae 2     | Gyusu-ri, Samae-myeon, Namwon-si, Jeonbuk                 | 712m      | 2010 (Trước), 2020 (Sau) | Hướng đi Wanju    |
| Hầm Samae 2     | Gyusu-ri, Samae-myeon, Namwon-si, Jeonbuk                 | 726m      | 2010 (Trước), 2020 (Sau) | Hướng đi Suncheon |
| Hầm Samae 3     | Seodo-ri, Samae-myeon, Namwon-si, Jeonbuk                 | 467m      | 2010 (Trước), 2020 (Sau) | Hướng đi Wanju    |
| Hầm Samae 3     | Seodo-ri, Samae-myeon, Namwon-si, Jeonbuk                 | 474m      | 2010 (Trước), 2020 (Sau) | Hướng đi Suncheon |
| Hầm Samae 4     | Seodo-ri, Samae-myeon, Namwon-si, Jeonbuk                 | 202m      | 2010 (Trước), 2020 (Sau) | Hướng đi Wanju    |
| Hầm Samae 4     | Seodo-ri, Samae-myeon, Namwon-si, Jeonbuk                 | 517m      | 2010 (Trước), 2020 (Sau) | Hướng đi Suncheon |
| Hầm Osu 1       | Sameun-ri, Samgye-myeon, Imsil-gun, Jeonbuk               | 1,274m    | 2010 (Trước), 2020 (Sau) | Hướng đi Wanju    |
| Hầm Osu 1       | Sameun-ri, Samgye-myeon, Imsil-gun, Jeonbuk               | 1,281m    | 2010 (Trước), 2020 (Sau) | Hướng đi Suncheon |
| Hầm Osu 2       | Bonggang-ri, Seongsu-myeon, Imsil-gun, Jeonbuk            | 850m      | 2010                     | Hướng đi Wanju    |
| Hầm Osu 2       | Bonggang-ri, Seongsu-myeon, Imsil-gun, Jeonbuk            | 823m      | 2010                     | Hướng đi Suncheon |
| Hầm Gwanchon 1  | Deokcheon-ri, Gwanchon-myeon, Imsil-gun, Jeonbuk          | 492m      | 2010                     | Hướng đi Wanju    |
| Hầm Gwanchon 1  | Deokcheon-ri, Gwanchon-myeon, Imsil-gun, Jeonbuk          | 469m      | 2010                     | Hướng đi Suncheon |
| Hầm Gwanchon 2  | Deokcheon-ri, Gwanchon-myeon, Imsil-gun, Jeonbuk          | 401m      | 2010                     | Hướng đi Wanju    |
| Hầm Gwanchon 2  | Deokcheon-ri, Gwanchon-myeon, Imsil-gun, Jeonbuk          | 420m      | 2010                     | Hướng đi Suncheon |
| Hầm Seongmi     | Deokcheon-ri, Gwanchon-myeon, Imsil-gun, Jeonbuk          | 55m       | 2010                     |                   |
| Hầm Sulchi      | Deokcheon-ri, Gwanchon-myeon, Imsil-gun, Jeonbuk          | 1,189m    | 2010                     | Hướng đi Wanju    |
| Hầm Sulchi      | Deokcheon-ri, Gwanchon-myeon, Imsil-gun, Jeonbuk          | 1,172m    | 2010                     | Hướng đi Suncheon |
| Hầm Yongam 1    | Yongam-ri, Gwangsan-myeon, Wanju-gun, Jeonbuk             | 529m      | 2010                     | Hướng đi Wanju    |
| Hầm Yongam 1    | Yongam-ri, Gwangsan-myeon, Wanju-gun, Jeonbuk             | 549m      | 2010                     | Hướng đi Suncheon |
| Hầm Yongam 2    | Yongam-ri, Gwangsan-myeon, Wanju-gun, Jeonbuk             | 551m      | 2010                     | Hướng đi Wanju    |
| Hầm Yongam 2    | Yongam-ri, Gwangsan-myeon, Wanju-gun, Jeonbuk             | 545m      | 2010                     | Hướng đi Suncheon |
| Hầm Yongam 3    | Yongam-ri, Gwangsan-myeon, Wanju-gun, Jeonbuk             | 231m      | 2010                     | Hướng đi Wanju    |
| Hầm Yongam 3    | Yongam-ri, Gwangsan-myeon, Wanju-gun, Jeonbuk             | 232m      | 2010                     | Hướng đi Suncheon |
| Hầm Yongam 4    | Yongam-ri, Gwangsan-myeon, Wanju-gun, Jeonbuk             | 1,113m    | 2010                     | Hướng đi Wanju    |
| Hầm Yongam 4    | Yongam-ri, Gwangsan-myeon, Wanju-gun, Jeonbuk             | 1,125m    | 2010                     | Hướng đi Suncheon |
| Hầm Jukrim 1    | Juknim-ri, Gwangsan-myeon, Wanju-gun, Jeonbuk             | 656m      | 2010                     | Hướng đi Wanju    |
| Hầm Jukrim 1    | Juknim-ri, Gwangsan-myeon, Wanju-gun, Jeonbuk             | 644m      | 2010                     | Hướng đi Suncheon |
| Hầm Jukrim 2    | Juknim-ri, Gwangsan-myeon, Wanju-gun, Jeonbuk             | 254m      | 2010                     | Hướng đi Wanju    |
| Hầm Jukrim 2    | Juknim-ri, Gwangsan-myeon, Wanju-gun, Jeonbuk             | 235m      | 2010                     | Hướng đi Suncheon |
| Hầm Jukrim 3    | Juknim-ri, Gwangsan-myeon, Wanju-gun, Jeonbuk             | 499m      | 2010                     | Hướng đi Wanju    |
| Hầm Jukrim 3    | Juknim-ri, Gwangsan-myeon, Wanju-gun, Jeonbuk             | 495m      | 2010                     | Hướng đi Suncheon |
| Hầm Sinri 1     | Sinri, Gwangsan-myeon, Wanju-gun, Jeonbuk                 | 171m      | 2010                     | Hướng đi Wanju    |
| Hầm Sinri 1     | Juknim-ri, Gwangsan-myeon, Wanju-gun, Jeonbuk             | 104m      | 2010                     | Hướng đi Suncheon |
| Hầm Sinri 2     | Sinri, Gwangsan-myeon, Wanju-gun, Jeonbuk                 | 864m      | 2010                     | Hướng đi Wanju    |
| Hầm Sinri 2     | Sinri, Gwangsan-myeon, Wanju-gun, Jeonbuk                 | 885m      | 2010                     | Hướng đi Suncheon |
| Hầm Sinri 3     | Sinri, Gwangsan-myeon, Wanju-gun, Jeonbuk                 | 593m      | 2010                     | Hướng đi Wanju    |
| Hầm Sinri 3     | Sinri, Gwangsan-myeon, Wanju-gun, Jeonbuk                 | 623m      | 2010                     | Hướng đi Suncheon |
| Hầm Wansan      | Ua-dong, Deokjin-gu, Jeonju-si, Jeonbuk                   | 591m      | 2010                     | Hướng đi Wanju    |
| Hầm Wansan      | Saekjang-dong, Wansan-gu, Jeonju-si, Jeonbuk              | 617m      | 2010                     | Hướng đi Suncheon |
| Hầm Deokjin 1   | Ua-dong, Deokjin-gu, Jeonju-si, Jeonbuk                   | 1,054m    | 2010                     | Hướng đi Wanju    |
| Hầm Deokjin 1   | Ua-dong, Deokjin-gu, Jeonju-si, Jeonbuk                   | 1,022m    | 2010                     | Hướng đi Suncheon |
| Hầm Deokjin 2   | Geumsang-dong, Deokjin-gu, Jeonju-si, Jeonbuk             | 158m      | 2010                     |                   |
| Hầm Deokjin 3   | Geumsang-dong, Deokjin-gu, Jeonju-si, Jeonbuk             | 124m      | 2010                     |                   |

### Cầu
Wanju JC -> Dongsuncheon IC
- Cầu Gueok
- Cầu Haksuncheon
- Cầu Soyangcheon 1
- Cầu Geumsang 2
- Cầu Dongjeonju IC
- Cầu Geumsang 1
- Cầu Ua 2
- Cầu Saekjang
- Cầu Sanggwan 2
- Cầu Sanggwan 1
- Cầu Suwol 2
- Cầu Sanggwan IC 2
- Cầu Naejeong
- Cầu Jungnimoncheon
- Cầu Yongam
- Cầu Owoncheon
- Cầu Deokchon 2
- Cầu Deokchon 1
- Cầu Dobong
- Cầu Junggeum
- Cầu Seongsu
- Cầu Wolpyeong
- Cầu Samcheong 2
- Cầu Bonggang 2
- Cầu Gunpyeong
- Cầu Ohsu
- Cầu Dunnamcheon
- Cầu Eoeun
- Cầu Eoeuncheon
- Cầu Oucheon
- Cầu Gilgok
- Cầu Daegok
- Cầu Namwon JCT 1
- Cầu Jeongsong
- Cầu Daegokcheon
- Cầu Songnaecheon
- Cầu Songdong
- Cầu Suji
- Cầu Sanjeong
- Cầu Yuam
- Cầu Dunsa
- Cầu Jukjeong
- Cầu Sindo 2
- Cầu Sindo 1
- Cầu Sangyong
- Cầu Sarim
- Cầu Baengnyeoncheon
- Cầu Sansu
- Cầu Seomjin
- Cầu Yonglimcheon
- Cầu Seonbyeon
- Cầu Hwangjeoncheon
- Cầu Geumpyeong
- Cầu Daechi
- Cầu Mojeon 2
- Cầu Mojeon 1
- Cầu Jeochoncheon
- Cầu Pyeongchoncheon
- Cầu Cheongso 4
- Cầu Cheongso 3
- Cầu Cheongso 2
- Cầu Cheongso 1
- Cầu Pangyo 2
- Cầu Pangyo 1
- Cầu Seomyeon
- Cầu Suncheon JCT
- Cầy Daedong
- Cầu Deokrye
- Cầu Bokseong

## Nút giao thông · Giao lộ
- IC và JC: Giao lộ, TG: Trạm thu phí, SA: Khu vực dịch vụ.
- Đơn vị đo khoảng cách là km.

| Số | Tên                       | Tên                 | Khoảng cách | Tổng khoảng cách | Kết nối                                                                      | Vị trí       | Vị trí       | Ghi chú                                                                              |
| Số | Tiếng Anh                 | Hangul              | Khoảng cách | Tổng khoảng cách | Kết nối                                                                      | Vị trí       | Vị trí       | Ghi chú                                                                              |
| -- | ------------------------- | ------------------- | ----------- | ---------------- | ---------------------------------------------------------------------------- | ------------ | ------------ | ------------------------------------------------------------------------------------ |
|    |                           | 순천 기점           | -           | 0.00             |                                                                              | Jeollanam-do | Suncheon-si  |                                                                                      |
| 1  | E.Suncheon                | 동순천              | 0.51        | 0.51             | Quốc lộ 17 (Mupyeong-ro) Tỉnh lộ 22 (Mupyeong-ro)                            | Jeollanam-do | Suncheon-si  |                                                                                      |
| TG | E.Suncheon-W.Gwangyang TG | 동순천서광양 요금소 |             |                  |                                                                              | Jeollanam-do | Gwangyang-si | Trạm thu phí chính                                                                   |
| 2  | Suncheon JC               | 순천 분기점         | 5.12        | 5.63             | Đường cao tốc Namhae                                                         | Jeollanam-do | Suncheon-si  | Trong trường hợp hướng Wanju, không thể đi vào Đường cao tốc Namhae (hướng Suncheon) |
| 3  | Hwangjeon                 | 황전                | 19.38       | 25.01            | Quốc lộ 17 (Seomjingang-ro·Suncheon-ro) Quốc lộ 18 (Gurye-ro·Seomjingang-ro) | Jeollanam-do | Suncheon-si  |                                                                                      |
| SA | Hwangjeon SA              | 황전휴게소          |             |                  |                                                                              | Jeollanam-do | Suncheon-si  | Cả 2 hướng                                                                           |
| 4  | Gurye-Hwaeomsa            | 구례화엄사          | 12.79       | 37.80            | Quốc lộ 19 (Saneop-ro) Tỉnh lộ 861 (Saneop-ro)                               | Jeollanam-do | Gurye-gun    |                                                                                      |
| SA | Chunhyang SA              | 춘향휴게소          |             |                  |                                                                              | Jeonbuk      | Namwon-si    | Cả 2 hướng                                                                           |
| 5  | W.Namwon                  | 서남원              | 14.79       | 52.59            | Quốc lộ 17 (Seobu-ro) Jusong-gil                                             | Jeonbuk      | Namwon-si    |                                                                                      |
| 6  | Namwon JC                 | 남원 분기점         | 5.68        | 58.27            | Đường cao tốc Gwangju–Daegu                                                  | Jeonbuk      | Namwon-si    |                                                                                      |
| 7  | N.Namwon                  | 북남원              | 3.82        | 62.09            | Quốc lộ 17 (Seobu-ro) Tỉnh lộ 745 (Daegoksingye-gil) Daesa-ro                | Jeonbuk      | Namwon-si    |                                                                                      |
| SA | Osu SA                    | 오수휴게소          |             |                  |                                                                              | Jeonbuk      | Imsil-gun    | Cả 2 hướng                                                                           |
| 8  | Osu                       | 오수                | 13.68       | 75.77            | Quốc lộ 17 (Chunhyang-ro)                                                    | Jeonbuk      | Imsil-gun    |                                                                                      |
| 9  | Imsil                     | 임실                | 9.80        | 85.57            | Quốc lộ 17 (Chunhyang-ro) Quốc lộ 30 (Chunhyang-ro·Hoguk-ro)                 | Jeonbuk      | Imsil-gun    |                                                                                      |
| SA | Gwanchon SA               | 관촌휴게소          |             |                  |                                                                              | Jeonbuk      | Imsil-gun    | Cả 2 hướng                                                                           |
| 10 | Sanggwan                  | 상관                | 17.88       | 103.45           | Quốc lộ 17 (Chunhyang-ro)                                                    | Jeonbuk      | Wanju-gun    |                                                                                      |
| 11 | E.Jeonju                  | 동전주              | 9.80        | 113.25           | Quốc lộ 26 (Jeonjin-ro)                                                      | Jeonbuk      | Jeonju-si    |                                                                                      |
| 12 | Wanju JC                  | 완주 분기점         | 4.53        | 117.78           | Nhánh đường cao tốc Saemangeum–Pohang (Iksan–Wanju)                          | Jeonbuk      | Wanju-gun    |                                                                                      |

## Khu vực đi qua
Jeollanam-do
- Suncheon-si Haeryong -myeon - Gwangyang-si Gwangyang-eup - Suncheon-si (Wangji-dong - Seo-myeon - Hwangjeon-myeon) - Gurye-gun (Gurye-eup - Yongbang-myeon - Sandong-myeon)

Jeonbuk
- Namwon-si (Suji-myeon - Songdong-myeon - Jusaeng-myeon - Daesan-myeon - Samae-myeon) - Imsil-gun (Osu-myeon - Samgye-myeon - Osu-myeon - Seongsu-myeon - Imsil-eup - Gwanchon-myeon) - Wanju-gun Gwangsan-myeon - Jeonju-si Wansan-gu Saekjang-dong - Jeonju-si Deokjin-gu (Ua-dong 1-ga - Geumsang-dong) - Wanju-gun Yongjin-eup

## Liên kết
- MOLIT Chính phủ Hàn Quốc, Bộ nhà đất, hạ tầng và giao thông vận tải Hàn Quốc